# Knottfåglar
Knottfåglar (Conopophagidae) är en familj med fåglar som består av elva till tolv små tättingar, uppdelade i två släkten, och som förekommer i Syd- och Centralamerika.

## Systematik
Knottfåglar är en familj inom suboscinerna. Den behandlades tidigare som monotypisk, men DNA-analyser indikerade att de två arterna med knottpittor inom släktet Pittasoma, tidigare i familjen myrpittor, också tillhörde familjen. Släktskapet mellan dessa båda släkten stöds även av liknande ekologi, morfologi och läten.. Familjen är närbesläktad med myrfåglarna (Thamnophilidae) men inte lika närbesläktad med myrpittorna (Grallariidae) och tapakulerna (Rhinocryptidae). På grund av deras avlägsna svårgenomträngliga häckningsområden är den en dåligt studerad familj.

## Habitat och utbredning

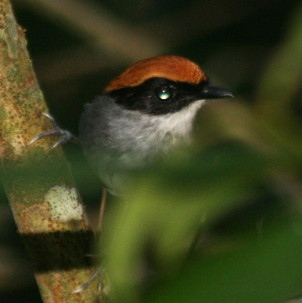
Svartmaskad knottfågel (Conopophaga melanops)

Knottfåglar lever i undervegetationen och på marken i skog och bambubestånd. Släktet Conopophaga förekommer i Amazonområdet, i området kring Orinocofloden, och på Andernas östra och centrala sluttningar med närliggande områden. Släktet Pittasoma förekommer i nationalparken El Choco i Dominikanska Republiken, i Panama och på Costa Rica. Vissa lever i ogenomträngliga snår medan andra förekommer i öppnare skogsbiotoper. Merparten förekommer enbart i fuktiga områden, men flera arters utbredningsområden sträcker sig in i torrare regioner i östra Brasilien. Arterna inom släktet Conopophaga återfinns alltid i undervegetationen och uppträder sällan högre än 1,5 meter över marken, samtidigt som de sällan tillbringar längre tid eller tillryggalägger längre sträckor direkt på marken förutom vid födosök. Arterna inom släktet Pittasoma ses däremot ofta hoppa omkring på marken.

## Utseende
Knottfåglarna är små, runda, kortstjärtade och långbenta fåglar som mäter cirka 12–19 cm, där Pittasoma är större än Conopophaga. Deras kroppshållning är ganska upprätt. Alla arter uppvisar sexuell dimorfism, det vill säga könen skiljer sig åt, men detta varierar kraftigt. Majoriteten av arterna inom Conopophaga har en vit tofs bakom ögat.

## Föda
Knottfåglarna är insektätare, precis som familjenamnet indekerar. Arterna inom släktet Conopophaga nyttjar främst två metoder vid födosök. Den ena går ut på att sitta still på en gren nära marken tills den får syn på ett byte och då störta ned och fånga det. Efter att bytet är fångat flyger den snabbt upp ifrån marken igen. Den andra metoden går ut på att plocka insekter direkt från blad och grenar i undervegetationen. De lever främst av spindlar, larver, gräshoppor och skalbaggar. Vissa arter har också observerats äta frukt och vid ett tillfälle en groda. Väldigt lite är känt om de två arterna Pittasoma och deras diet. Det är förmodligen också insektsätare och det finns observationer av att de har följt svärmande soldatmyror.

## Arter inom familjen
Listan följer IOC:
- Släkte Conopophaga
  - Rostknottfågel (C. lineata)
  - Kastanjebröstad knottfågel (C. aurita)
  - Paráknottfågel (C. snethlageae)
  - Svarthuvad knottfågel (C. roberti)
  - Gråryggig knottfågel (C. peruviana)
  - Cearáknottfågel (C. cearae)
  - Skifferknottfågel (C. ardesiaca)
  - Rostpannad knottfågel (C. castaneiceps)
  - Svartmaskad knottfågel (C. melanops)
  - Svartbröstad knottfågel (C. melanogaster)

- Släkte Pittasoma
  - Svartkronad knottpitta (P. michleri)
  - Rödkronad knottpitta (P. rufopileatum)